# Рамчанд из Пакистана
«Рамчанд из Пакистана» (урду رام چند پاکستانی‎) — пакистанский фильм, снятый в 2008 году.

## Сюжет
Семья семилетнего Рамчанд живёт в пакистанской деревне недалеко от границы с Индией. Они исповедуют индуизм и принадлежат к касте неприкасаемых.
Однажды в июне 2002 года, во время очередного обострения индийско-пакистанских отношений, после ссоры с матерью из-за чашки чая Рамчанд пересёк границу, где был задержан пограничниками. Там же был задержан и его отец, отправившийся на поиски сына. Отца жестоко допрашивают, а после их отправляют в тюрьму, где они проводят пять лет. Обучение Рамчанда поручают Камиле, женщине-полицейской, но та поручает ему уборку помещений.
Всё это время мать Рамчанд не получает от них никаких известий. Она пытается отбиваться от жителей своей деревни, пытается покончить жизнь самоубийством, идёт в рабство, чтобы отработать долги семьи. Она влюбляется в знакомого торговца, который помогал ей в течение долгого времени, но кастовые преграды оказались сильнее.
Рамчанда выпускают из тюрьмы во время очередного крупного обмена заключёнными между Пакистаном и Индией. Он возвращается в родную деревню к матери.

## В ролях
- Нандита Дас — Чампа, мать Рамчанда
- Саид Фазал Хуссейн — юный Рамчанд
- Наваид Джаббар — взрослый Рамчанд
- Рашид Фарук — Шанкар, отец Рамчанда
- Салим Майрадж — Вишеш
- Аднан Шах — Шарма

## Награды
Режиссёр фильма получила пять наград на кинофестивалях Cinefan, в Лондоне (2008) и Фрибуре (2009).